# Namalycastis arista
Namalycastis arista är en ringmaskart som beskrevs av Glasby 1999. Namalycastis arista ingår i släktet Namalycastis och familjen Nereididae. Inga underarter finns listade i Catalogue of Life.